# Felix Großschartner
Felix Großschartner (Wels, 23 de diciembre de 1993) es un ciclista profesional austriaco que desde 2023 corre para el equipo UAE Team Emirates XRG.

## Palmarés
2015
- Trofeo Banca Popular de Vicenza[1]
- 1 etapa del Giro del Friuli Venezia Giulia

2018
- 2.º en el Campeonato de Austria Contrarreloj
- 2.º en el Campeonato de Austria en Ruta

2019
- Tour de Turquía, más 1 etapa

2020
- 1 etapa de la Vuelta a Burgos

2021
- 1 etapa del Tour de los Alpes

2022
- Campeonato de Austria Contrarreloj
- Campeonato de Austria en Ruta

2023
- Campeonato Europeo de los Escaladores

2024
- Campeonato de Austria Contrarreloj
- 3.º en el Campeonato de Austria en Ruta

2025
- Campeonato de Austria Contrarreloj
- 2.º en el Campeonato de Austria en Ruta
- 1 etapa de la Vuelta a Austria

## Resultados en Grandes Vueltas y Campeonatos del Mundo
| Carrera         | Carrera         | 2012 | 2013 | 2014 | 2015 | 2016 | 2017 | 2018 | 2019 | 2020 | 2021 | 2022 | 2023 | 2024 | 2025 |
| --------------- | --------------- | ---- | ---- | ---- | ---- | ---- | ---- | ---- | ---- | ---- | ---- | ---- | ---- | ---- | ---- |
|                 | Giro de Italia  | —    | —    | —    | —    | —    | 78.º | 27.º | —    | —    | 42.º | —    | —    | 31.º | —    |
|                 | Tour de Francia | —    | —    | —    | —    | —    | —    | —    | —    | 63.º | —    | 52.º | 23.º | —    | —    |
|                 | Vuelta a España | —    | —    | —    | —    | —    | —    | —    | 36.º | 9.º  | 10.º | —    | —    | —    | —    |
| Mundial en Ruta | Mundial en Ruta | —    | —    | —    | —    | —    | —    | Ab.  | 30.º | —    | —    | —    | —    | 29.º | —    |

—: no participa

Ab.: abandono

## Equipos
- Team Felbermayr-Simplon Wels (2012-2015)
- Tinkoff-Saxo (stagiaire) (2015)[2]
- CCC Sprandi Polkowice (2016-2017)
- Bora-Hansgrohe (2018-2022)
- UAE Team Emirates (2023-)
  - UAE Team Emirates (2023-2024)
  - UAE Team Emirates XRG (2025-)